# Turgutreis
Turgutreis là một thị trấn thuộc huyện Bodrum, tỉnh Muğla, Thổ Nhĩ Kỳ. Dân số thời điểm năm 2011 là 19.216 người.